# Zàuiya Harràkia
La Zàuiya Harràkia o Zàuiya al-Harraq és una mesquita i un monument religiós sufí a Tetuan, al Marroc. Es considera un dels llocs religiosos més importants de la medina de Tetuan i continua sent conegut, a més a més de per la funció religiosa, pel cant i la música religiosos, especialment pels elogis profètics.
És la seu principal de l'orde Hariqa, que fou creat per Muhammad al-Harraq a la primera meitat del segle XIX.

## Història
Mohamed El Harraq nasqué el 1772 a Xauen, una ciutat veïna de Tetuan. Es va traslladar a Fes per a estudiar a la Universitat d'Al-Qarawiyyin i s'hi graduà. Fou famós a Fes per les seues sessions acadèmiques a les quals assistien persones de tot arreu: notables, estudiosos i estudiants. Els seus seminaris estaven oberts tant a rics com a pobres.
La seua fama va arribar al soldà Mulay Sulayman, que el va nomenar per donar classes de ciències a la Gran Mesquita de Tetuan, després que fos reconstruïda i ampliada. Allà, continuà donant lliçons i supervisant els cercles sufís. Es va enfrontar amb el jutge Hayek, el predicador de la mesquita, que rebutjava les formes del sufisme, amb balls dins la mesquita.

Arribà un punt en què el jutge Hayek va colpejar els pobres i els va expulsar de la mesquita. Aquest incident va fer enfadar Muhammad Al-Harraq i va pensar a construir el seu propi edifici per als seus seguidors. Muhammad Daoud en el seu llibre Al-Nour Al-Buraq, citant els relats dels devots de Hariri:
"Déu va invocar-lo i li demanà: Glòria a Ell, que el guiàs al lloc escaient, així que Déu li assenyalà una columna de llum que eixia de la terra, després s'alçava al cel i començà a seguir-la, amb inspiració, pensament i voluntat, o amb els peus i amb esforç, després per la columna s'enfilà des dels fonaments del cantó actual cap a una porta."
L'obra de la zàuiya contenia una casa abandonada, i la va comprar un estudiant acomodat de Muhammad al-Harraq anomenat Tukurt, nascut a Bani Said, un suburbi de Tetuan, que residia a Tànger i s'havia traslladat a Tetuan al costat d'El Harraq. Tuckurt conservà la propietat en benefici del xeic Al-Harraq i dedicà part de la seua fortuna a cobrir els costos de construcció.

## Personalitats vinculades a la Zàuiya al-Harrak
- Abdel-Latif Benmansour: un dels pioners de l'art de l'escolta, l'elogi i la música andalusina al Marroc.
- Abdessalam El Khiloufi: investigador en música marroquina i artista en la música, l'escolta i el culte sufí.
- Abdel Sadiq Chakara: un dels cantants andalusins marroquins més importants.[2]